# FEFO
FEFO (акроним от англ. First Expire, First Out «первый истекает — первый выходит») — логистический метод ротации грузов, используемый наряду с методами LIFO, FIFO, FPFO (First Product First Out) и BBD. При использовании данного метода при ротации грузов на складе учитывается остаточный срок годности товара (Use By Date, UBD; Expiration date). Товары с минимальным остаточным сроком годности отгружаются в первую очередь. 
Использование данного метода характерно для складов, содержащих продукцию с малым сроком реализации: продукты питания, фармацевтические препараты, и особенно важно для скоропортящихся запасов. Построение складской системы по методу FEFO существенно сложнее, чем по FIFO и тем более LIFO, особенно при наличии широкого ассортиментного ряда товаров с различными сроками годности в зависимости от условий хранения, однако применение метода позволяет в конечном счёте снизить потери продукции в результате истечения сроков хранения.